# De drie gratiën (Rafaël)
De drie gratiën is een olieverfschilderij geschilderd door de Italiaanse schilder Rafaël en hangt in het Musée Condé van Chantilly in Frankrijk. De datum van oorsprong is niet exact vastgesteld, maar het lijkt te zijn geschilderd op enig moment na zijn aankomst om te studeren met Pietro Perugino in 1500, mogelijk 1503-1505. 

## Thema
Thema van het schilderij is het mythologische verhaal van de Drie Gratiën. Aangenomen wordt dat Rafael voor het werk geïnspireerd werd door een beeld van hetzelfde onderwerp in de bibliotheek van de Dom van Siena. Het schilderij is de eerste keer dat Rafaël de naakte vrouwelijke vormen aan de voorzijde en achterzijde heeft afgebeeld.

## Diptiek
Volgens kunsthistoricus Erwin Panofsky is het werk mogelijk een diptiek samen met De droom van de ridder, dat dezelfde maten heeft.